# جوستس سينيكا
جوستس سينيكا (بالليتوانية: Justas Sinica) مواليد 31 مايو 1985 في الجمهورية الليتوانية السوفيتية الاشتراكية، هو لاعب كرة سلة ليتواني. بدأ مسيرته الاحترافية في سنة 2003. يلعب مع نادي كاين كلفادوس لكرة السلة.

## المسيرة الاحترافية
لعب مع نادي ليتكابليس لكرة السلة في موسم 2003–2004، ثم لعب مع نادي ساكالي لكرة السلة من سنة 2004 إلى 2008، ثم لعب مع ليتوفوس رايتس من سنة 2008 إلى 2010، ثم لعب مع نادي ساكالي لكرة السلة في موسم 2012–2013، ثم لعب مع نادي نبتونس لكرة السلة من سنة 2013 إلى 2015، ثم لعب مع نادي نفيجيس لكرة السلة في سنة 2016.

## روابط خارجية
- جوستس سينيكا على موقع الدوري الأوروبي لكرة السلة (الإنجليزية)
- جوستس سينيكا على موقع كرة السلة الأوروبية.كوم (الإنجليزية)
- جوستس سينيكا على موقع ريلجم (الإنجليزية)
- جوستس سينيكا على موقع بروبوليرز (الإنجليزية)
- جوستس سينيكا على موقع سبورتس رفرنس (الإنجليزية)